# 성난 파도
성난 파도(Wake Of The Red Witch)는 미국에서 제작된 에드워드 러드윅 감독의 1948년 영화이다. 존 웨인 등이 주연으로 출연하였다.

## 출연

### 주연
- 존 웨인
- 게일 러셀

### 조연
- 기그 영
- 아델 마라
- 루더 애들러
- 에두어드 프란즈
- 그랜트 위더스
- 헨리 다니엘
- 폴 픽스
- 데니스 호이
- 제프 코리
- 얼스킨 샌포드
- 듀크 카하나모쿠

## 제작진
- 원작자: 가랜드 로아크
- 협력프로듀서: 에드먼드 그레인저
- 의상: 애들 팰머